# 정령의 날개
《정령의 날개》는 조이시티가 자체적으로 개발한 비행슈팅 RPG다. 2014년 2월 4일에 정식 출시했다.
‘물’, ‘불’, ‘빛’ 세 가지 속성을 지닌 정령 3명을 선택해 함께 비행 전투에 참여하게 되는 방식이며, 적의 공격은 피하면서 속성 구슬을 습득해 정령 스킬 공격을 이어나가는 것이 게임 플레이의 핵심이다.
정령별 조합에 따라 수십 가지의 다채로운 비행액션을 즐길 수 있는 것이 특징이다.
2017년 2월 3일에 서비스가 종료되었다.